# Пик, Ким
Ким Пик (англ. Kim Peek; 11 ноября 1951, Солт-Лейк-Сити, США — 19 декабря 2009, там же) — американский савант с феноменальной памятью, запоминал до 98 % прочитанной информации, за что получил прозвище «Ким-пьютер», прототип героя Дастина Хоффмана в фильме «Человек дождя» (1988, США).

## Биография
Ким Пик родился с непропорционально большой головой, черепно-мозговой грыжей размером с бейсбольный мяч на затылке, повреждением мозжечка и врождённым пороком, который характеризуется отсутствием мозолистого тела, которое в норме соединяет правое и левое полушария мозга. Ни одно из врождённых заболеваний Пика обычно не ведёт к одарённости. По предположению учёных, нейроны мозга ввиду отсутствия мозолистого тела создали новые соединения, что привело к многократному увеличению объёма памяти Пика за счёт патологических межполушарных комиссур.
По воспоминаниям его отца, Пик научился читать в возрасте 16 месяцев, читал помногу и часто. В возрасте трёх лет читал газеты и пользовался толковым словарём для разъяснения смысла незнакомых слов. К семи годам знал наизусть Библию. Прочитав в домашней библиотеке книгу, он переворачивал её на полке, чтобы больше не возвращаться к ней.
В обычную школу Пика не приняли, а школ для обучения детей с подобными нарушениями в США в 1950—1960-е годы ещё не существовало. Обучением мальчика занялся его отец. К 14 годам Пик закончил изучение основной школьной программы, но власти штата отказались выдать ему сертификат ввиду инвалидности.
В 1969 году, в возрасте 18 лет, Пик устроился бухгалтером в местном общинном центре мормонов. Всё свободное время он посвящал литературе. Здесь же прочёл и запомнил полное собрание сочинений Шекспира.
Постепенно сформировался круг отдельных тем, интересовавших Пика в первую очередь: мировая и американская история, спорт, кино, география, освоение космоса, Библия, история церкви, литература и классическая музыка. Он знал все междугородные телефонные коды и почтовые индексы США, названия всех местных телевизионных станций страны. Он держал в голове карты всех городов Америки и мог дать рекомендации, как проехать по любому из них. Ему были знакомы сотни классических музыкальных произведений, он мог рассказать, где и когда каждое из них было написано и впервые исполнено, называл имя композитора и различные подробности его жизни. Мог часами рассуждать об особенностях музыкальной формы и тональности произведений тех или иных композиторов и угадывать авторство неизвестных ему произведений.
Пик выработал особую технику чтения. В общей сложности на чтение одного стандартного книжного разворота уходило около 8—10 секунд, при этом ему было всё равно, как расположен текст относительно него самого. К концу жизни Пик хранил в памяти содержание около 12 тысяч ранее прочитанных книг.
При этом Пик страдал множеством серьёзных расстройств, что в какой-то мере присуще всем людям с синдромом одарённости. У него была странная походка, Пик научился ходить только к четырём годам, имел очень низкий мышечный тонус. Он с трудом мог выполнять действия по удовлетворению самых обычных бытовых и личных нужд (к примеру, не мог самостоятельно застегнуть пуговицы рубашки), что, скорее всего, объяснялось повреждением мозжечка, который в норме регулирует двигательную активность. Пик практически не был способен к пониманию иносказаний (в частности, не мог пояснить смысл пословиц и поговорок), но при этом он прекрасно понимал смысл информации и мог творчески ею оперировать, был остроумен, что является нехарактерным для людей с подобным синдромом одарённости.
С возрастом его способности возрастали. Несмотря на физический недуг, в 2002 году он научился игре на фортепиано. Играл, в основном, по памяти, мог перекладывать партии различных инструментов на фортепиано.
Известный исследователь творчества Моцарта, Гринан, делилась своими наблюдениями:

Познания Кима в музыке весьма значительны. Поразительно, что он помнит каждый штрих даже тех произведений, которые он слышал всего раз, причём более 40 лет назад. Его замечания о взаимосвязи музыкальных произведений, биографических фактов из жизни композиторов, исторических событий, мелодий из фильмов и тысяч других подробностей раскрывают масштаб его интеллектуальных способностей.
Оригинальный текст (англ.)Kim’s knowledge of music is considerable. His ability to recall every detail of a composition he has heard—in many cases only once and more than 40 years ago—is astonishing. The connections he draws between and weaves through compositions, composer’s lives, historical events, movie soundtracks and thousands of facts stored in his database reveal enormous intellectual capacity.

Скончался 19 декабря 2009 года в возрасте 58 лет в госпитале города Солт-Лейк-Сити от инфаркта миокарда.

## Киногерой
В 1984 году Пик принял редкое приглашение выехать из родного города, чтобы принять участие в Национальной конференции Ассоциации граждан с психическими расстройствами в городе Арлингтон (Техас), где встретился с писателем и киносценаристом Бэрри Морроу. После четырёхчасовой беседы Морроу высказал отцу Пика Френу свой восторг от увиденных способностей и попросил не скрывать Пика от мира людей. Но Фрэн Пик, не желая делать из сына шоу (Пик-шоу), проигнорировал просьбу сценариста.

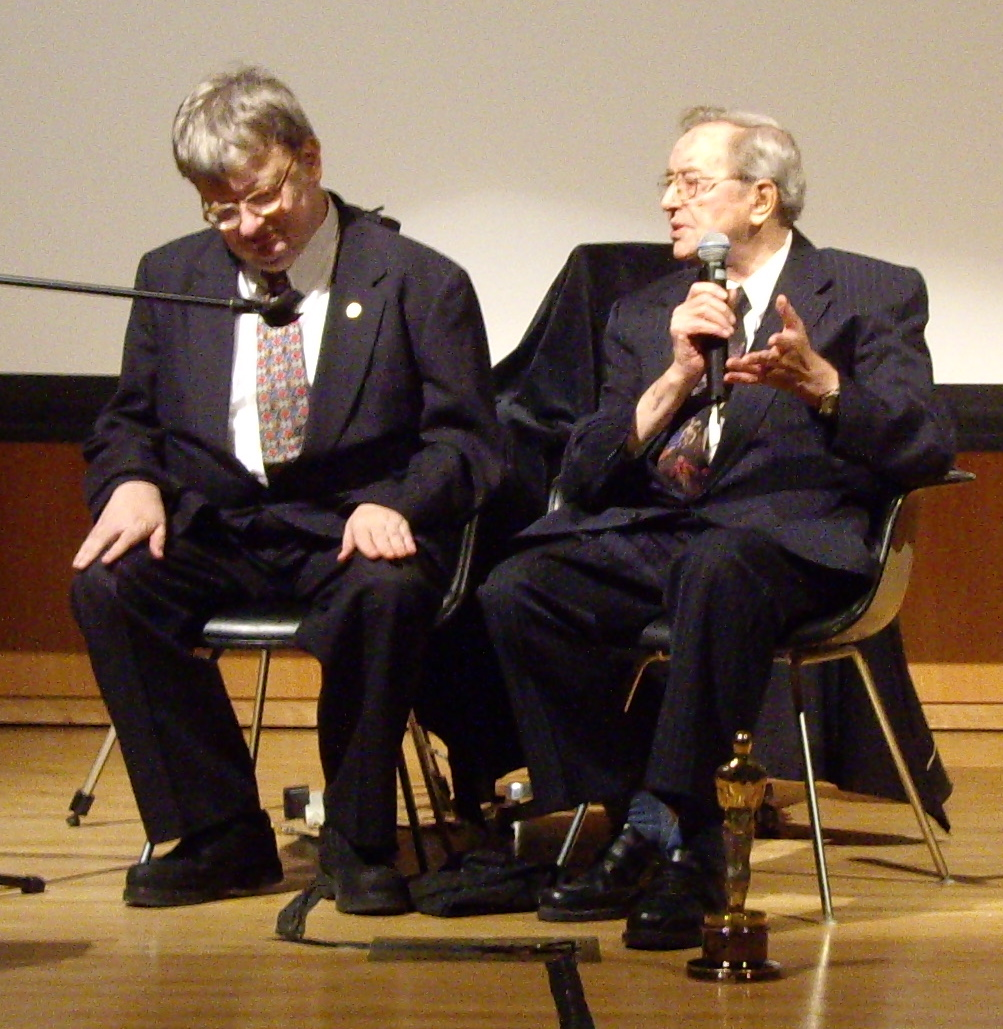
Ким Пик, Френ Пик и «Самая любимая статуэтка Оскар», 2007 г.

Способности Пика настолько поразили романиста, что вдохновили его написать сценарий фильма «Человек дождя», главный герой которого — Реймонд Беббит (в фильме эту роль играл Дастин Хофман) — является аутистом с феноменальными математическими способностями. События фильма, однако, полностью вымышлены и ни в коей мере не совпадают с реальной жизнью Пика. В частности, несмотря на настойчивые просьбы Морроу, Пик так и не согласился пойти в казино, считая это неэтичным. Более того, в отличие от героя Морроу, Ким Пик не страдал аутизмом — нарушения, которыми он обладал, больше характерны для FG-синдрома.
Успех фильма «Человека дождя» положительно сказался на судьбе Пика: он получил множество предложений поучаствовать в различных мероприятиях. Это положительно сказалось на уверенности Пика в себе. Бэрри Морроу позволил Пику брать свою статуэтку «Оскар» с собой на все эти мероприятия. Позже эту статуэтку стали называть «Самая любимая статуэтка Премии Оскар», поскольку её удалось подержать большему количеству людей, чем любой другой экземпляр этой кинопремии. Он приобрёл друзей, много путешествовал по миру, демонстрируя свои способности. По словам Фрэна Пика, за последний 21 год своей жизни Ким Пик налетал на самолётах свыше 3 млн миль (около 5 млн километров) и пообщался с 64 млн человек. Более того, сразу после обретения известности и через 20 лет после первого запроса Пику был предоставлен сертификат об образовании.
В 1996 году Фрэн Пик опубликовал книгу о сыне «Настоящий Человек дождя: Ким Пик».
Ким Пик не женился и не имел детей.

## Исследования
Начиная с 1988 года Пик регулярно проходил психологическое тестирование и исследование мозга. Общая оценка его коэффициента умственного развития (IQ) составляла около 87, однако наблюдалась значительная вариативность результатов: в одних случаях результат указывал на чрезвычайно высокий уровень интеллекта, а в других — на слабоумие. Заключение экспертов гласило:
Результат оценки коэффициента умственного развития Кима не даёт истинной картины уровня его интеллектуальных способностей
Общий диагноз, поставленный Пику, гласил:
Неспецифическое расстройство, обусловленное аномалиями развития
В 2004 году учёные калифорнийского госпиталя совместно с Национальным управлением по аэронавтике и исследованию космического пространства США (НАСА) уговорили Пика пройти ряд исследований его мозга, включая сканирование. К 2008 году на основе исследований был сделан вывод, что, вероятно, Пик имеет редкое генетическое заболевание, связанное с мутацией Х-хромосомы, которая и вызывает физические аномалии, такие как мышечная гипотония (низкий тонус мышц) и гидроцефалия.
Специалисты отмечали отсутствие признаков аутизма у Пика, он всегда был открытым для общения человеком, весьма располагающим к себе.
По современным данным, полученным при помощи томографа, у Пика был крайне мал мозжечок, и отсутствовало мозолистое тело, обеспечивающее связь между полушариями. Одновременно, томография свидетельствовала о полостях в мозге, заполненных жидкостью, возможно, они и привели к деформации мозга, которая была врождённой, так что специфичные нейросвязи, благодаря которым и появились его нестандартные способности, у Пика формировались с момента рождения.